# Глуховцев, Владимир Всеволодович
Владимир Всеволодович Глуховцев (12 июня 1937, Куйбышев — 12 июня 2017) — советский и российский учёный, агроном

-селекционер, специалист в области создания новых высокопродуктивных сортов зерновых культур, академик РАСХН.

## Биография
Родился 12 июня 1937 года в Куйбышеве.
Окончил агрономический факультет Куйбышевского сельскохозяйственного института (1960). В 1960—1984 гг. младший, старший научный сотрудник, заведующий группой зернофуражных культур Кинельской государственной селекционной станции.
С 1984 года — зав. лабораторией селекции и семеноводства зернофуражных культур, ведущий научный сотрудник, зав. отделом селекции и семеноводства зернофуражных культур, и. о. директора, директор (1996—2008) Поволжского НИИ селекции и семеноводства им. П. Н. Константинова.
Член-корреспондент РАСХН (2003), академик РАСХН (2007), академик РАН с 2013 года, отделение сельскохозяйственных наук.
Автор более 25 сортов ярового ячменя и яровой пшеницы с комплексной устойчивостью к неблагоприятным условиям внешней среды и ценными хозяйственно-биологическими свойствами.
Опубликовал (один и в соавторстве) более 200 научных трудов, в том числе 4 монографии, 4 учебных пособия, 2 методических рекомендации, каталог сортов зерновых и кормовых культур, получил 9 авторских свидетельств, патентов на сорта и изобретения.
Заслуженный агроном РФ. Награждён орденом Дружбы (2006), медалями «За освоение целинных и залежных земель» (1956), «Ветеран труда» (1986), а также Большой золотой медалью имени П. П. Лукьяненко РАСХН.
Умер 12 июня 2017 года.
Основные публикации:
- Что нужно знать для выращивания высоких урожаев зернобобовых / соавт. Р. В. Авраменко. — Куйбышев: Кн. изд-во, 1963. — 68 с.
- Яровой ячмень в Среднем Поволжье (селекция, агротехника, сорта). — Самара, 2001. — 150 с.
- Адаптивная технология возделывания пивоваренного ячменя в Самарской области: практ. пособие. — М.: Росинформагротех, 2004. — 59 с.
- Селекция ярового ячменя в Среднем Поволжье / Поволж. НИИ селекции и семеноводства им. П. Н. Константинова. — Самара, 2005. — 232 с.
- Практикум по основам научных исследований в агрономии: учеб. пособие для студентов вузов, обучающихся по агрон. спец. / соавт.: В. Г. Кириченко, С. Н. Зудилин. — М.: Колос, 2006. — 236 с.
- Основы научных исследований в агрономии: курс лекций: учеб.пособие / соавт.: С. Н. Зудилин,В. Г. Кириченко; ФГОУ ВПО Самар.гос. с.-х.акад. — Самара,2008. — 290 с.
- Метод оценки потребления ресурсов внешней среды сортами яровой пшеницы: метод. рекомендации / соавт.: А. П. Головоченко, Н. А. Головоченко. — Самара: Изд-во Ас Гард, 2011. — 63 с.
- Метод оценки адаптивности сортов яровой пшеницы по урожайности и качеству зерна : метод. рекомендации / соавт.: А. П. Головоченко, Н. А. Головоченко. — Самара: Изд-во Ас Гард, 2012. — 106 с.

## Семья
Жена (с 1960) — Глуховцева, Нина Ивановна (1936—1996), директор (1993—1996) Поволжского НИИ селекции и семеноводства им. П. Н. Константинова, академик ВАСХНИЛ.